# Acaudinum roumanicum
Acaudinum roumanicum är en insektsart. Acaudinum roumanicum ingår i släktet Acaudinum och familjen långrörsbladlöss. Inga underarter finns listade i Catalogue of Life.